# Greg Van Emburgh
Greg Van Emburgh (* 10. Mai 1966 in New York) ist ein ehemaliger US-amerikanischer Tennisspieler, der hauptsächlich im Doppel erfolgreich war.

## Leben und Karriere
Van Emburgh besuchte die University of Kentucky und wurde zweimal in die Bestenauswahl All-American gewählt. 1987 erreichte er das Halbfinale der NCAA-Meisterschaften im Doppel sowie das Viertelfinale im Einzel. 1988 wurde er Tennisprofi und er gewann an der Seite von Shelby Cannon die Challenger-Turniere von Las Vegas und Acapulco. An der Seite von Alexander Mronz gewann er noch im selben Jahr seinen ersten Doppeltitel auf der ATP Tour. Im Laufe seiner Karriere errang er sechs ATP-Turniersiege im Doppel, acht weitere Male stand er in einem Finale. Seine höchste Notierung in der ATP-Weltrangliste erreichte er im Einzel 1989 mit Position 253 und im Doppel 1993 mit Position 38.
Er konnte sich im Einzel nie für das Hauptfeld eines Grand-Slam-Turniers qualifizieren. In der Doppelkonkurrenz erreichte er 1990 mit dem Südafrikaner Stefan Kruger das Halbfinale von Wimbledon, sie unterlagen dort den späteren Turniersiegern Rick Leach und Jim Pugh in vier Sätzen.
Nach dem Ende seiner Profikarriere wurde er Assistenztrainer an seiner ehemaligen Universität. Später wurde er Chefcoach an der University of Wisconsin. Greg Van Emburgh ist verheiratet und hat zwei Kinder.

## Erfolge
| Legende                       |
| Grand Slam                    |
| Tennis Masters Cup            |
| ATP Masters Series            |
| ATP International Series Gold |
| ATP International Series (6)  |
| ATP Challenger Series (4)     |

### Doppel

#### Turniersiege

##### ATP Tour
| Nr. | Datum           | Turnier       | Belag     | Partner           | Finalgegner                   | Ergebnis      |
| --- | --------------- | ------------- | --------- | ----------------- | ----------------------------- | ------------- |
| 1.  | 18. Juli 1988   | Schenectady   | Hartplatz | Alexander Mronz   | Paul Annacone Patrick McEnroe | 6:3, 6:7, 7:5 |
| 2.  | 15. Juni 1992   | Genua         | Sand      | Shelby Cannon     | Paul Haarhuis Mark Koevermans | 6:1, 6:1      |
| 3.  | 24. August 1992 | Long Island   | Hartplatz | Francisco Montana | Gianluca Pozzi Olli Rahnasto  | 6:4, 6:2      |
| 4.  | 8. August 1994  | San Marino    | Sand      | Neil Broad        | Jordi Arrese Renzo Furlan     | 6:4, 7:6      |
| 5.  | 31. Juli 1995   | Kitzbühel     | Sand      | Francisco Montana | Jordi Arrese Wayne Arthurs    | 6:7, 6:3, 7:6 |
| 6.  | 5. Mai 1997     | Coral Springs | Sand      | Dave Randall      | Luke Jensen Murphy Jensen     | 6:7, 6:2, 7:6 |

##### Challenger Tour
| Nr. | Datum             | Turnier   | Belag     | Partner           | Finalgegner                       | Ergebnis      |
| --- | ----------------- | --------- | --------- | ----------------- | --------------------------------- | ------------- |
| 1.  | 10. Oktober 1988  | Las Vegas | Hartplatz | Shelby Cannon     | Julian Barham Peter Wright        | 6:2, 6:0      |
| 2.  | 7. November 1988  | Acapulco  | Hartplatz | Shelby Cannon     | Luis-Enrique Herrera Javier Ordaz | 6:3, 6:4      |
| 3.  | 11. November 1991 | São Paulo | Sand      | Francisco Montana | Jordi Burillo David de Miguel     | 3:6, 6:4, 6:1 |
| 4.  | 30. März 1992     | Parioli   | Sand      | Shelby Cannon     | Luis Lobo Daniel Orsanic          | 7:6, 6:4      |

#### Finalteilnahmen
| Nr. | Datum              | Turnier     | Belag         | Partner         | Finalgegner                          | Ergebnis      |
| --- | ------------------ | ----------- | ------------- | --------------- | ------------------------------------ | ------------- |
| 1.  | 4. Februar 1991    | Guarujá     | Hartplatz     | Shelby Cannon   | Olivier Delaître Rodolphe Gilbert    | 6:7, 4:6      |
| 2.  | 12. Mai 1991       | Charlotte   | Sand          | Bret Garnett    | Rick Leach Jim Pugh                  | 3:6, 6:2, 3:6 |
| 3.  | 7. Juni 1993       | Florenz (1) | Sand          | Mark Koevermans | Tomás Carbonell Libor Pimek          | 6:7, 6:2, 1:6 |
| 4.  | 7. Juni 1993       | Genua       | Sand          | Mark Koevermans | Sergio Casal Emilio Sánchez          | 3:6, 6:7      |
| 5.  | 6. Juni 1994       | Florenz (2) | Sand          | Neil Broad      | Jon Ireland Kenny Thorne             | 6:7, 3:6      |
| 6.  | 26. September 1994 | Palermo     | Sand          | Neil Broad      | Tom Kempers Jack Waite               | 6:7, 4:6      |
| 7.  | 8. Oktober 1995    | Toulouse    | Hartplatz (i) | Dave Randall    | Jonas Björkman John-Laffnie de Jager | 6:7, 6:7      |
| 8.  | 8. April 1996      | Estoril     | Sand          | Tom Nijssen     | Tomás Carbonell Francisco Roig       | 3:6, 2:6      |